# Chusaris nigromaculata
Chusaris nigromaculata is een vlinder uit de familie van de spinneruilen (Erebidae). De wetenschappelijke naam van deze soort is voor het eerst voorgesteld als Magulaba nigromaculata door Alfred Ernest Wileman in een publicatie uit 1915.
De soort komt voor in Taiwan.